# Institut d’Estadística de Catalunya

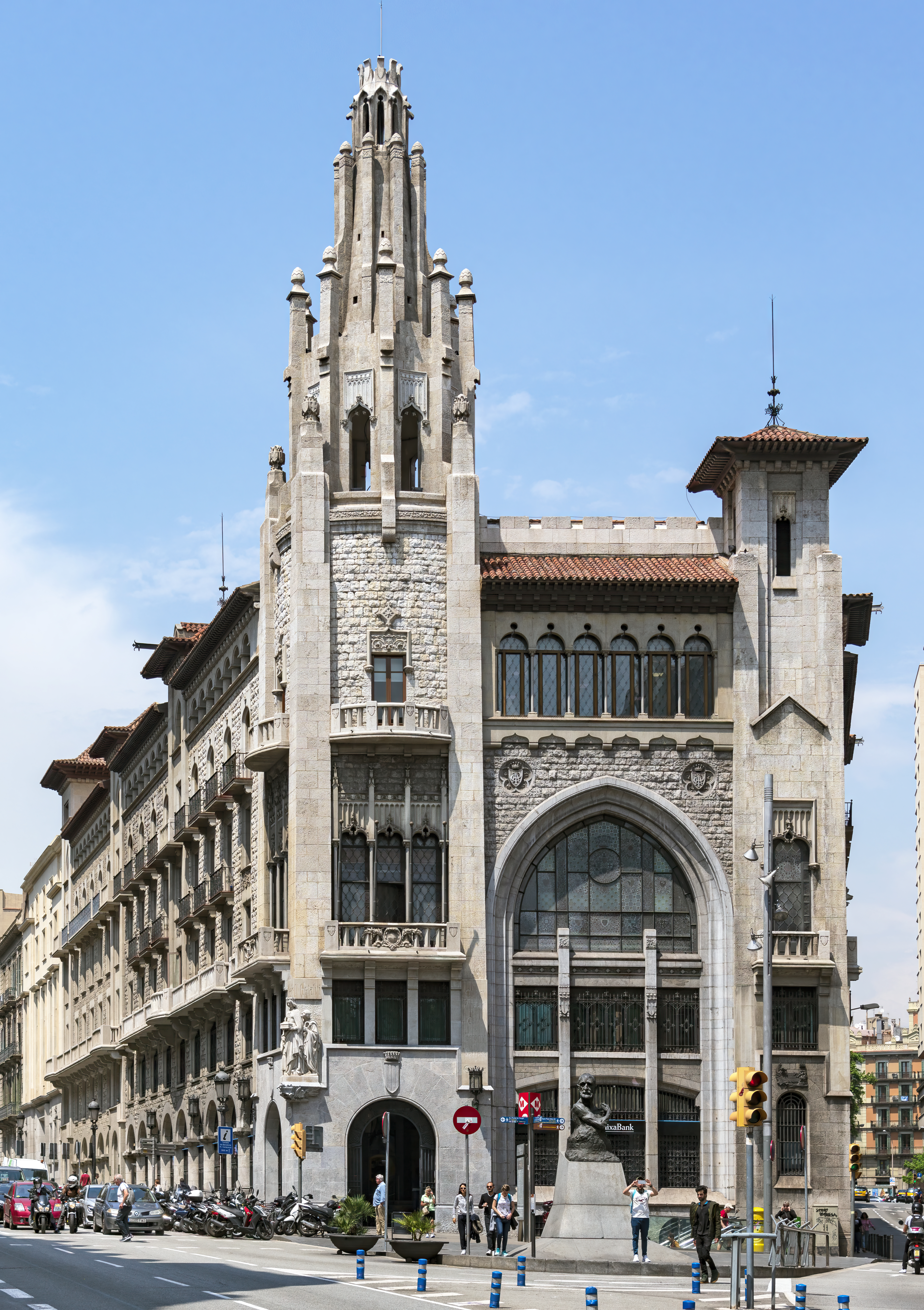
Verwaltungsgebäude des IDESCAT in Barcelona

Das Institut d’Estadística de Catalunya (IDESCAT) ist das Amt für Statistik der spanischen Region Katalonien. Es ist eine autonome Verwaltungsbehörde mit eigener Rechtspersönlichkeit im Geschäftsbereich des Ministeriums für Wirtschaft und Finanzen der Generalitat de Catalunya. Die Aufgabe von IDESCAT ist die Planung, Standardisierung, Koordinierung und Verwaltung der Regionalstatistik in Katalonien.
Der Sitz der Behörde ist an der Via Laietana im Barri Gòtic in Barcelona.